# Epidendrum ramosum
Epidendrum ramosum là một loài thực vật có hoa trong họ Lan. Loài này được Jacq. mô tả khoa học đầu tiên năm 1760.